# Arildo Valadão
Arildo Valadão (Itaici, 28 de dezembro de 1948 – Grota do Pau Preto, Xambioá, 24 de novembro de 1974) foi um militante contra o regime militar brasileiro. Fez parte Movimento Estudantil e era presidente do Diretório Acadêmico do Instituto de Física. Além disso, ele e sua esposa, Áurea Elisa Pereira, se integraram ao PCdoB (Partido Comunista do Brasil) e depois disso passaram a viver na clandestinidade. Neste período o guerrilheiro atendia também pelos codinomes Ari, Ari do C e Ivan. 
Arildo é considerado um desaparecido político por não ter os seus restos mortais entregues aos familiares e isso não permitiu o seu sepultamento. O seu caso é um dos investigados pela Comissão Nacional da Verdade (CNV) que apura os casos de mortes e desaparecimentos entre os anos de 1946 e 1988, período da ditadura militar brasileira.

## Biografia
Arildo Ailton Valadão nasceu no pequeno município de Itaici, Espirito Santo, no dia 28 de dezembro de 1948. Era filho de Altivo Valadão de Andrade e Helena Almochdice Valadão e também foi casado com Áurea Elisa Pereira.
Arildo estudou até o final de seu colegial no município de Cachoeiro do Itapemirim, Espírito Santo. Após terminar os estudos do Ensino Fundamental na escola o rapaz decidiu partir para o Rio de Janeiro para estudar física na Universidade Federal do Rio de Janeiro (UFRJ). Durante o tempo de análise das matérias exatas e quânticas que os estudos lhe proporcionavam Valadão se dedicou a outros interesses universitários: a política. Ele se tornou presidente do Diretório Acadêmico do Instituto de Física e se uniu também ao Movimento Estudantil.
Arildo não estava sozinho durante seus anos de descobertas e estudos. Como diria o ditado "por trás de todo grande homem existe uma grande mulher" e o militante não foi diferente. Na faculdade o rapaz conheceu uma mulher chamada Áurea Elisa Pereira, ela também fazia parte dos movimentos estudantis. Eles se casaram em fevereiro de 1970, passando a morar juntos em um pequeno apartamento no Catete, vivendo das bolsas que recebiam por realizar pesquisas acadêmicas pelo CNPq (Conselho Nacional de Desenvolvimento Científico e Tecnológico) e se mobilizando contra o o regime ditatorial que assolava o país.
Além do Movimento Estudantil o casal integrou-se ao PCdoB, junto com um amigo da faculdade, Antônio de Pádua Costa - o Piauí. Arildo e Áurea tiveram seu apartamento invadido pelos órgãos de segurança e a partir desse momento eles passaram a viver na clandestinidade. Após esse acontecimento, no segundo semestre de 1970, eles foram viver na região de Caianos, no Araguaia.

Arildo enviou uma última carta para sua mãe, Helena Valadão, explicando o que aconteceu para que ele e Áurea tenham que mudar de seu apartamento e , consequentemente, do Rio de Janeiro. Esse foi o último contato do militante com sua família:
"Os fatos resumem-se no seguinte: um rapaz foi preso há cerca de um mês, aproximadamente, e acusou-me de subversivo. Ora veja só a Sra., eu, que fui indicado para assessor direto do ministro da Educação e Cultura, ser acusado de subversivo! Não é mesmo engraçado? Logo eu, tão querido pelos professores e até pela direção da escola, em quem tanto confiavam, ser acusado de uma tal coisa?! É bem verdade que eu era presidente do Diretório Acadêmico de minha escola, mas esse cargo nunca foi sinônimo de subversão. É certo também que tanto eu quanto Áurea sempre fomos alunos aplicados – o que demonstram nossos sucessos na escola e também o fato de sermos ambos bolsistas do Conselho Nacional de Pesquisas. Tudo em nosso procedimento leva a uma só conclusão: que nossa vida é limpa, digna, honrada e honesta. [...] Acredite, mamãe: esta é a melhor solução para tal problema. De outra forma estaríamos correndo vários riscos que resultariam num sofrimento mais para nós todos. Assim, a Sra. pode ter certeza de que, em qualquer lugar onde eu e Áurea estivermos, estaremos sempre bem. Algum dia chegará em que nós estaremos novamente juntos e então todas essas coisas serão coisas de um passado distante e nós riremos juntos e satisfeitos quando lembrarmos delas. Temos um quadro muito bonito que ganhamos de presente de casamento, que deverá ser entregue à Jane pelo cunhado da Áurea. Quero que a Sra. fique com ele e que o guarde para nós; quando a Sra. o olhar pensará que nós estamos bem e se consolará. Assim, quando nós estivermos novamente juntos, quando nos encontrarmos novamente – não passará muito tempo –, a Sra. nos entregará ele de volta."
Após a chegada em Caianos, o casal começou a fazer parte do Destacamento C da Guerrilha do Araguaia, organização guerrilheira que ficava na região amazônica, ao longo do rio Araguaia, e foi criada pelo Partido Comunista do Brasil com a intenção de impulsionar a revolução socialista no país. Neste período, mesmo sem formação ou experiência em odontologia, Arildo exercia a profissão de dentista extraindo dentes e fazendo pequenos atendimentos para os seus companheiros militantes da região.

## Morte e desaparecimento
De acordo com o relatório de Ângelo Arroyo, um dos dirigentes do PCdoB e um dos únicos integrantes da Guerrilha do Araguaia a voltar vivo do regime militar, que pertencia ao mesmo destacamento que o militante, Arildo, foi emboscado na Grota do Pau Preto e em seguida o guerrilheiro foi cruelmente assassinado no dia 24 de novembro de 1973. Essa morte foi consequência da terceira campanha do exército contra a Guerrilha do Araguaia:
"No dia 24, quando voltavam de um contato com a massa, os companheiros Ari, Raul e Jonas passaram próximo de uma grota. Ari e Raul se aproximaram da grota para melhor se orientar. Jonas ficou de guarda, perto das mochilas. Ouviu-se um tiro e Ari caiu. Em seguida, ouviram-se mais dois tiros. Raul correu. O Comando do destacamento BC, que também ouvira os tiros, enviou quatro companheiros para pesquisar o que teria havido. Logo adiante, esses companheiros encontraram o corpo de Ari sem a cabeça. Sua arma, um rifle 44, seu bornal e sua bússola tinham sido levados. As mochilas de Ari, Jonas e Raul estavam lá. Raul voltou pela manhã ao acampamento e Jonas desapareceu. (Houve suspeitas de que o assassino de Ari fosse o próprio Jonas)."
A informação referente a data de morte do militante é um caso ambíguo, de acordo com o Relatório da Marinha de 1993 o rapaz tem sua morte dada na data de 24 de novembro de 1974. O codinome Ari aparece neste documento que foi entregue pelo órgão ao ministro da justiça deste ano, Maurício José Corrêa. Este documento trouxe novas informações e detalhes sobre como o guerrilheiro foi morto. Conforme o que foi dito pelo militar Sinézio Martins Ribeiro, que estava presente na equipe que emboscou Ari, o rapaz não revidou os tiros e após ser atingido teve sua cabeça cortada e levada até a base do exército em Xiombá e entregue para o Dr. César por ele e sua equipe.

## Investigação
De acordo com a conclusão da Comissão Nacional da Verda, Arildo Valadão é um desaparecido político do regime militar brasileiro porque seus restos mortais não foram entregues à sua família e isso impediu o seu sepultamento até os dias de hoje. Neste documento também foi citada a sentença da Corte Interamericana dos Direitos Humanos no caso Gomes Lund quando foi dito que “o ato de desaparecimento e sua execução se iniciam com a privação da liberdade da pessoa e a subsequente falta de informação sobre seu destino, e permanece enquanto não se conheça o paradeiro da pessoa desaparecida e se determine com certeza sua identidade”.
Dito isto, é importante ressaltar que de acordo com a Lei N.º 9 140, de 4 de dezembro de 1995 conforme diz o Art. 1.º São reconhecidos como mortas, para todos os efeitos legais, as pessoas que tenham participado, ou tenham sido acusadas de participação, em atividades políticas, no período de 2 de setembro de 1961 a 5 de outubro de 1988, e que, por este motivo, tenham sido detidas por agentes públicos, achando-se, deste então, desaparecidas, sem que delas haja notícias.
Desta forma foi sentenciado pela Corte Interamericana que continuasse a procura e fosse feita a localização dos restos mortais de Arildo, a retificação da certidão de óbito, identificação e a responsabilização dos demais agentes envolvidos no caso, pois ela obriga o Estado Brasileiro “a investigar os fatos, julgar e, se for o caso, punir os responsáveis e de determinar o paradeiro das vítimas”.

Algumas partes do que foi solicitado teve um desfecho revelado pelo Portal Conjur e outros veículos da imprensa que acompanharam o desenrolar da descoberta de quem foi o mandante do assassinato do guerrilheiro. O militar José Brant Teixeira foi denunciado pelo Ministério Público Federal pelo homicídio do militante Arildo Valadão na Guerrilha do Araguaia, como é exposto na matéria:
Segundo a denúncia, o crime ocorreu por motivo torpe e meio cruel, tendo a vítima sido decapitada a mando do então capitão do Exército brasileiro, em novembro de 1973.
A ação penal é assinada por sete procuradores e sustenta que Teixeira, usando o codinome "Doutor César", participou da terceira e mais sangrenta fase do combate à guerrilha do Araguaia, batizada de operação marajoara. O assassinato de Valadão ocorreu no segundo mês da operação, em 24 de novembro de 1973, por meio de emboscada.

José Brant Teixeira foi denunciado pelos crimes de homicídio qualificado, agravado por motivo torpe, meio cruel e emboscada; bem como pela ocultação do cadáver da vítima. Os executores não foram denunciados pelo MPF por terem sido coagidos a cometer os crimes mediante tortura e violência.
Essa acusação levou ao reconhecimento da indenização material e moral dos familiares de Ari e ainda foi sentenciado que o militar perderia o cargo público ou a aposentadoria que ganhava. Só foi possível chegar a esse veredicto utilizando o relatório durante a operação Marajoara e o relatório de 2014 da CNV que deixava explícito que o militar José Teixeira estava a mando do ministro do Exército, Orlando Geisel, na época do assassinato.

## Homenagem
Em Cachoeiro de Itapemirim existe um um Centro de Referência da Juventude que leva o nome de Arildo Valadão. Foi criado em 2008 por meio da Lei N.º 6 092, durante a gestão do seu irmão, Roberto Valadão.
A memória de Arildo Valadão foi homenageada tomando o nome de uma rua em São Paulo, localizada na Cidade Dutra e outra em Campinas.